# جورج هولت (عسكري)
جورج هولت (بالإنجليزية: George Holt)‏ هو عسكري أمريكي، (ولد في لويفيل في الولايات المتحدة 1840  م).